# Una notte molto morale
Una notte molto morale (Egy erkölcsös éjszaka) è un film del 1978 diretto da Károly Makk.

## Trama
Ungheria di una volta. Nel bordello cittadino vive ospite uno svogliato studente di medicina, e quando corre voce che la madre verrà a trovare il figlio, i notabili del paese e la tenutaria della “casa” le faranno credere che quello è un prestigioso collegio per ragazze di buona famiglia. Forse la madre non ci crede, ma sa mantenere una rassegnata dignità. Ma per una notte tutti mediteranno sulla propria identità, per tornare poco tempo dopo alle solite abitudini.